# Charles Gombault
Charles Gombault, de son vrai nom Charles Weiskopf, né le 25 août 1907 à Paris et mort le 19 septembre 1983 à Paris, est un journaliste, patron de presse et écrivain français.
Après avoir collaboré au journal Défense de la France, il est directeur, de 1961 à 1970, du quotidien généraliste France-Soir. Pendant plusieurs années, Charles Gombault est l'un des bras droits de Pierre Lazareff, le fondateur de France-Soir.

## Biographie

### Famille
Charles Gombault est le fils de Joseph Weiskopf, qui choisit de prendre le nom de Georges Gombault pour patronyme, et qui devient par la suite celui de toute sa famille. Ce dernier, fils d'un rabbin, qui est notamment directeur de l'École préparatoire rabbinique de Colmar, a été l'un des fondateurs de la Ligue des droits de l'Homme en 1898.
Membre de la SFIO dès sa création en 1905, proche de Jean Jaurès et de Léon Blum, Joseph Gombault exerce la profession de journaliste, en collaborant à L'Aurore, L'Homme libre, L'Œuvre, le Quotidien, et participe notamment à la création de La Lumière.
En 1940, après la défaite militaire de la France, Joseph et Charles Gombault quittent Paris et se rendent à Londres le 27 juin, où ils vont fonder avec Pierre Comert le quotidien France, où la rédaction en chef est exercée par Joseph. Cette entreprise leur vaut d'être déchus de la nationalité française par le régime de Vichy le 1er septembre 1942.

### Carrière de journaliste
En 1982, soit un an avant sa mort, il publie chez Gallimard un ouvrage intitulé : Un Journal, une aventure, qui revient sur son parcours de journaliste, son expérience au sein de la rédaction de France-Soir, et livre son analyse et ses perspectives sur le monde du journalisme et des médias. Dans le cadre de la promotion de son ouvrage, il participe le 24 septembre 1982 à l'émission Apostrophes animée par Bernard Pivot, aux côtés d'Olivier Todd, Vladimir Volkoff et Gilbert Toulouse.

### Vie privée
Charles Gombault s'est marié en 1966 à la styliste et designeuse Primrose Bordier. Il a été marié à Simone Renant, qu'il a épousée en 1933, avant de divorcer.